# Bajo Nuevo

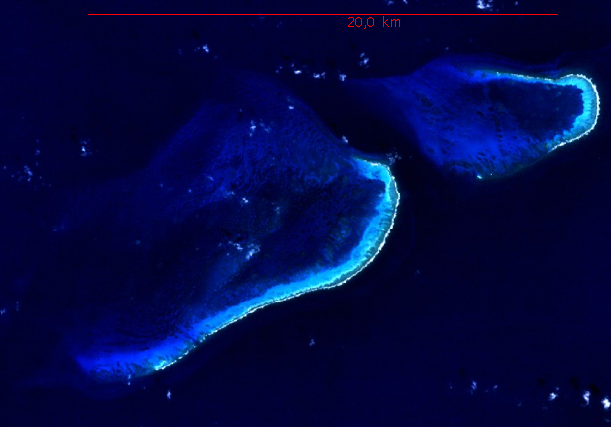
Bajo Nuevo

Bajo Nuevo (Spaans: Bajo Nuevo), ook wel bekend onder de naam Petreleilanden (Spaans: Islas Petrel), is een kleine onbewoonde eilandengroep bestaande uit een koraalrif en een aantal kleine met gras bedekte eilanden. Bajo Nuevo ligt in de Caraïbische Zee op een afstand van 110 km ten oosten van Serranilla. Het rif werd het het eerst getoond op Nederlandse kaarten uit 1634 en werd in 1660 herontdekt door de Engelse piraat John Glover. Tegenwoordig behoort de eilandengroep toe aan Colombia dat ze sinds 1886 opeist als onderdeel van de archipel San Andrés en Providencia, maar Bajo Nuevo wordt ook opgeëist door de Verenigde Staten, Jamaica en Nicaragua. De Amerikaan James Jennett maakte aanspraak op de eilanden op 22 november 1869 onder de Guano Islands Act ten behoeve van de winning van guano. In een verdrag uit 1972 droegen de VS de meeste guano-eilanden in deze regio over aan Colombia, maar of Bajo Nuevo daar ook bij hoorde wordt door de Amerikanen betwist. De vuurtoren die zich op Bajo Nuevo bevindt wordt tegenwoordig onderhouden door de Nationale Armada van Colombia.
- Virtual International Authority File: 315527699